# Goed voor Amstelveen
Goed voor Amstelveen is een lokale politieke partij in de gemeente Amstelveen. De partij heeft twee zetels in de gemeenteraad.
De partij ontstond toen Höcker zich in januari 2021 afsplitste van Actief voor Amstelveen (AVA) waarvoor ze toen veel voorkeurstemmen (477) kreeg. Op 29 september 2021 startte Höcker een nieuwe lokale partij, de Lijst Höcker. Hieruit kwam deze verkozen partij voort met partijleider Höcker en politicoloog Nachshon Rodrigues Pereira.